# Pumps

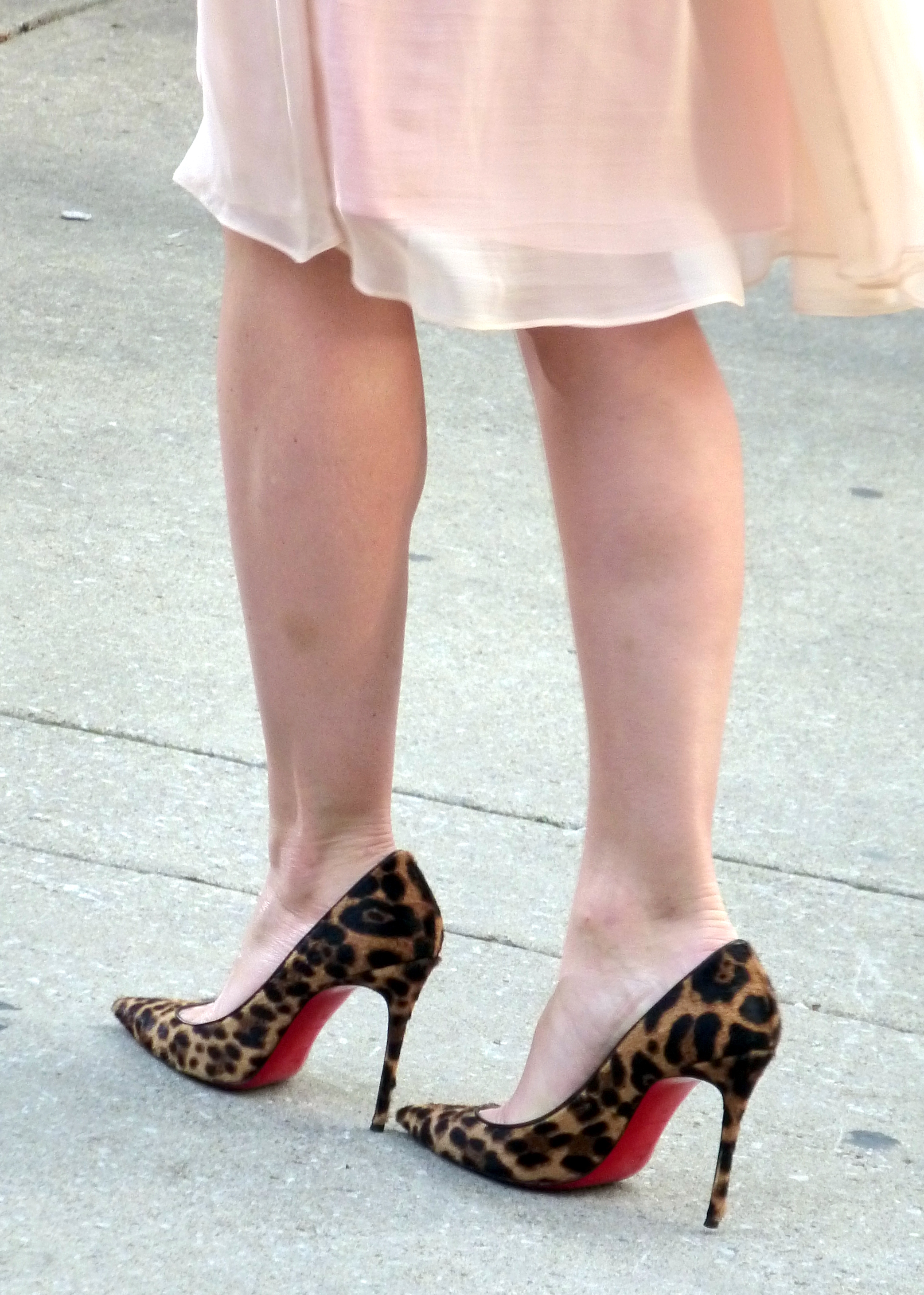
Exempel på pumps.

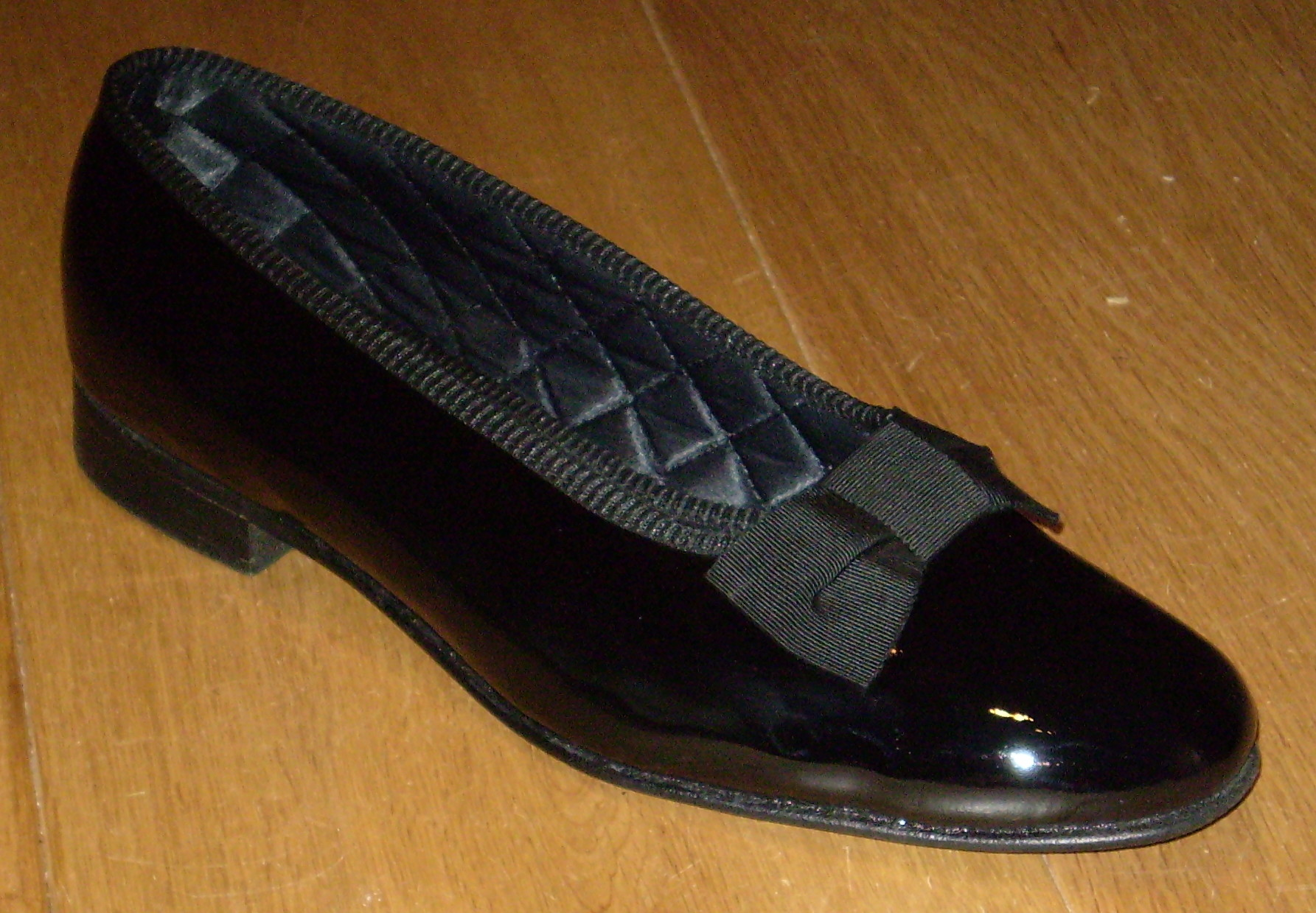
Pumps (hovskor) för män

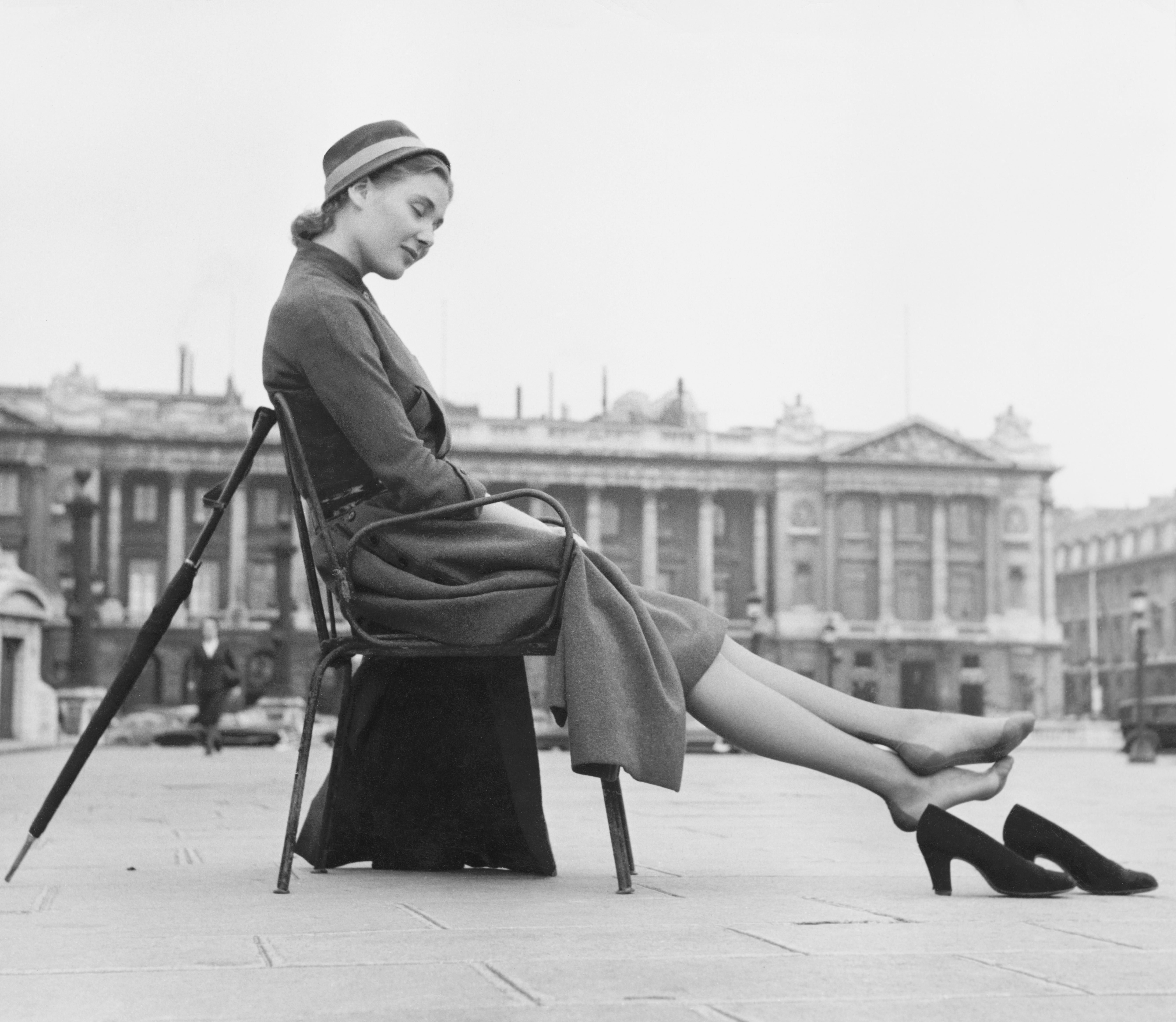
Modebild, 1950-tal. Kvinna i klänning och hatt sitter på en stol vid ett torg och har tagit av sig sina pumps.

Pumps är slutna skor utan snörning eller knäppning, och med klackar som ibland är höga. Dessa skor bärs vanligen av kvinnor, men är fortfarande traditionella herrskor i vissa formella situationer.
En av världens mest kända tillverkare av pumps är Christian Louboutin.

## Damskor
Pumps för kvinnor är vanligtvis klackade. Hur pumpsen har sett ut har varierat genom åren. I Storbritannien år 2007 bars pumps som hade slutna tår och breda klackar av de mest modemedvetna, men de flesta bar stilettskor som antingen hade korta eller medellånga klackar.
Pumps kan vara gjorda av olika material, men traditionellt lackläder är populärt. Pumps bärs ofta tillsammans med en kostym eller en uniform, men också med formella och informella klänningar, kjolar, byxor och jeans. Vita, stilettklackade pumps är standardklädseln tillsammans med en baddräkt i skönhetstävlingar. 
Pumps är också en del av en tävlingsdansares dräkt. De är gjorda av satin, är oftast gulbruna (men de finns även i andra färger) och bärs både på tävlings- och träningsgolvet.

## Herrskor
Under regentskapsperioden (1811–1820), bar män i överklassen i västra Europa kängor på dagen, och kängor eller pumps på kvällen, tillsammans med knähöga strumpor av silke och knäbyxor. Skorna hade ursprungligen silvriga spännen, men dessa togs bort efter påverkan av Beau Brummell, en brittisk dandy. De silvriga spännena ersattes av en fyrkantig rosett av gros grain. Under den viktorianska tiden, användes pumps som kvällsskor när det var dans eller musik, och kängor av lackläder användes vid alla andra tillfällen.
Pumps är i dag vanligtvis gjorda av kalvskinn i stället för lackläder. I övrigt har det i stort sett likadana ut sedan början av 1800-talet. Som herrskor har pumps till stor del blivit undanträngda av oxfordskor.

## Etymologi
Namnet pumps kommer från engelskans ord med samma stavning och uttal (pump i singular). Det har ovisst ursprung. Ordet dök upp i svensk skrift för första gången 1926, alternativt 1919.